# Eupithecia salami
Eupithecia salami är en fjärilsart som beskrevs av Brandt 1938. Eupithecia salami ingår i släktet Eupithecia och familjen mätare. Inga underarter finns listade i Catalogue of Life.